# Merosargus ventralis
Merosargus ventralis är en tvåvingeart som beskrevs av Mcfadden 1971. Merosargus ventralis ingår i släktet Merosargus och familjen vapenflugor. Inga underarter finns listade i Catalogue of Life.